# Franse parlementsverkiezingen 1799
In 1799 werden Franse parlementsverkiezingen gehouden voor het Wetgevend Lichaam, bestaande uit de Raad van Vijfhonderd en de Raad van Ouden. Het was de derde wetgevende verkiezing onder het Directoire. De verkiezingen vonden getrapt plaats van 9 tot 16 april (germinal jaar VII). Alleen belastingbetalende burgers mochten hun stem uitbrengen. In tegenstelling tot de voorgaande jaren werd de Raad van Vijfhonderd volledig vernieuwd. De Raad van Ouden had de uitslag nog niet gevalideerd toen de staatsgreep van 18 Brumaire een einde maakte aan het Directoire. 

## Uitslag in de Raad van Vijfhonderd
| Partij                 | zetels |
| ---------------------- | ------ |
| Montagnards            | 240    |
| Directoire             | 150    |
| Conservatieven, rechts | 80     |
| Extreemlinks           | 30     |